# Projekt 1134A Berkut-A
Projekt 1134A Berkut-A (ryska: Беркут-А (kungsörn), NATO-rapporteringsnamn Kresta II-klass) är en klass av kryssare för ubåtsjakt byggda i Sovjetunionen under 1960- och 1970-talen.

## Historia
I och med att USA började bygga ubåtar beväpnade med Polaris-robotar ökade också Sovjetunionens behov av fartyg som kunde jaga upp och sänka dessa ubåtar innan de kunde avfyra sina robotar. De första Polaris-robotarnas räckvidd var bara drygt 2 000 km vilket gjorde att ubåtarna var tvungna att tränga djupt in i Barents hav eller Ochotska havet för att kunna nå mål inne i Sovjetunionen.
Det mest ambitiösa projektet var Projekt 1123 Kondor med helikopterkryssarna Moskva och Leningrad som skulle agera flaggskepp för ubåtsjaktstyrkorna. Förutom flaggskeppen skulle ubåtsjaktstyrkan även bestå av kryssare med god uthållighet, tunga ubåtsjaktvapen, egen helikopter samt luftvärnsrobotar för eget skydd. För detta ändamål togs robotkryssarna i Projekt 1134 Berkut ur produktion och modifierades för ubåtsjakt. Resultatet blev den reviderade designen Projekt 1134A Berkut-A.
10 augusti 1964 fattade Sovjetunionens ministerråd beslut om att bygga de nya ubåtsjaktkryssarna och i januari 1965 var de första ritningarna baserade på den tidigare Berkut-klassen klara. Det första fartyget, Kronstadt, började byggas på Severnaja-varvet i Leningrad 30 november 1966.

## Ändringar
Även om likheterna med den tidigare Berkut-klassen är uppenbara är det mycket som skiljer. Till exempel fick den nya Berkut-A-klassen en bulbstäv med plats för sonaren Titan. Detta gjorde att ankarna måste flyttas längre fram för att inte skada sonaren. De största förändringarna ligger dock i beväpningen. Sjömålsrobotarna är utbytta mot RPK-3 Metel ubåtsjaktrobotar. Dessa delar styrsystem med det nya luftvärnssystemet M-11 Sjtorm som ersätter det äldre M-1 Volna.

## Fartyg

### Kronstadt
Påbörjad: 30 november 1966,  sjösatt: 10 februari 1968, Tagen i tjänst: 29 december 1969, tagen ur tjänst:  24 juni 1991

Kronstadt namngiven efter staden Kronstadt började byggas 30 november 1966 på Severnaja Verf och togs i tjänst 10 februari 1968 i Norra flottan. Togs ur tjänst 24 juni 1991.

### Admiral Isakov
Påbörjad: 15 januari 1968,  sjösatt: 22 november 1968, Tagen i tjänst: 28 december 1970, tagen ur tjänst:  30 juni 1993

Admiral Isakov namngiven efter Ivan  Isakov började byggas 15 januari 1968 på Severnaja Verf och togs i tjänst 22 november 1968 i Norra flottan. Togs ur tjänst 30 juni 1993.

### Admiral Nachimov
Påbörjad: 15 januari 1968,  sjösatt: 15 april 1969, Tagen i tjänst: 29 november 1971, tagen ur tjänst: 31  januari 1991

Admiral Nachimov namngiven efter Pavel Nachimov började byggas 15 januari 1968 på Severnaja Verf och togs i tjänst 15 april 1969 i Östersjöflottan. Togs ur tjänst 31 januari 1991.

### Admiral Makarov
Påbörjad: 23 februari 1969,  sjösatt: 22 november 1970, Tagen i tjänst: 25 oktober 1972, tagen ur tjänst:  3 juli 1992

Admiral Makarov namngiven efter Stepan Makarov började byggas 23 februari 1969 på Severnaja Verf och togs i tjänst 22 november 1970 i Norra flottan. Togs ur tjänst 3 juli 1992.

### Marsjal Vorosjilov
Påbörjad: 20 mars 1970,  sjösatt: 8 oktober 1970, Tagen i tjänst: 15 september 1973, tagen ur tjänst:  3 juli 1992

Marsjal Vorosjilov namngiven efter Kliment Vorosjilov började byggas 20 mars 1970 på Severnaja Verf och togs i tjänst 8 oktober 1970 i Svartahavsflottan. Togs ur tjänst 3 juli 1992.

### Admiral Oktjabrskij
Påbörjad: 2 juni 1969,  sjösatt: 21 maj 1971, Tagen i tjänst: 28 december 1973, tagen ur tjänst: 30  juni 1993

Admiral Oktjabrskij namngiven efter Filip Oktjabrskij började byggas 2 juni 1969 på Severnaja Verf och togs i tjänst 21 maj 1971 i Svartahavsflottan. Togs ur tjänst 30 juni 1993.

### Admiral Isatjenkov
Påbörjad: 30 oktober 1970,  sjösatt: 28 mars 1972, Tagen i tjänst: 5 november 1974, tagen ur tjänst: 3  juli 1992

Admiral Isatjenkov namngiven efter Nikolai Isatjenkov började byggas 30 oktober 1970 på Severnaja Verf och togs i tjänst 28 mars 1972 i Östersjöflottan. Togs ur tjänst 3 juli 1992.

### Marsjal Timosjenko
Påbörjad: 2 november 1972,  sjösatt: 21 oktober 1973, Tagen i tjänst: 25 november 1975, tagen ur tjänst:  3 juli 1992

Marsjal Timosjenko namngiven efter Semjon Timosjenko började byggas 2 november 1972 på Severnaja Verf och togs i tjänst 21 oktober 1973 i Norra flottan. Togs ur tjänst 3 juli 1992.

### Vasilij Tjapajev
Påbörjad: 22 november 1973,  sjösatt: 28 november 1974, Tagen i tjänst: 30 november 1976, tagen ur tjänst:  30 juni 1993

Vasilij Tjapajev namngiven efter Vasilij Tjapajev började byggas 22 november 1973 på Severnaja Verf och togs i tjänst 28 november 1974 i Svartahavsflottan. Togs ur tjänst 30 juni  1993.

### Admiral Jumasjev
Påbörjad: 17 april 1975,  sjösatt: 30 september 1977, Tagen i tjänst: 30 december 1977, tagen ur  tjänst: 13 juli 1992

Admiral Jumasjev namngiven efter Ivan Jumasjev började byggas 17 april 1975 på Severnaja Verf och togs i tjänst 30 september 1977 i Norra flottan. Togs ur tjänst 13 juli 1992.